# Pałac Dąmbskich w Wojniczu
Pałac Dąmbskich  w Wojniczu został zbudowany w 1876 roku z inicjatywy Władysława Dąmbskiego. Budowlę w stylu angielskiego neogotyku zaprojektował Karol Polityński. Dookoła pałacu rozciąga się park dworski.
Pałac wraz z założeniem parkowym, kordegardą z 1874 roku, znajdującą się parku willą z lat 1922–1924 i ogrodowym zegarem słonecznym wpisany jest do rejestru zabytków województwa małopolskiego.

## Historia
Pałac został wybudowany prawdopodobnie w miejscu wcześniejszego dworu z początków XVII wieku, należącego do właścicieli sąsiedniej wsi Zamoście. Po jego zniszczeniu podczas potopu szwedzkiego powstał nowy, piętrowy dwór drewniany. W historii zachowała pamięć o tradycjach powstańczych dworu. W nim zbierała się miejscowa szlachta po upadku powstania listopadowego i zaangażowani w przygotowanie powstania styczniowego. Za działalność patriotyczną Władysław Dąmbski, właściciel dworu został aresztowany. W więzieniu spędził dwa lata. W 1876 roku na miejscu tego drewnianego dworu zbudowano obecny pałac. 
Po śmierci Władysława Dąmbskiego (w 1877 roku) pałac odziedziczyła pochodząca z rodziny Jordanów żona. W 1934 roku, po bankructwie Jordanów, pałac znalazł się pod zarządem starostwa brzeskiego. Od 1936 roku funkcjonowała w nim szkoła rolnicza. Szkoła mieściła się w nim również po II wojnie światowej, do 1962 roku. Później w pałacu znajdował się internat żeński oraz przedszkole. W latach 90. XX wieku został opuszczony. 
Zaniedbany, popadający w ruinę pałac w 2011 roku stał się własnością gminy Wojnicz. W 2022 roku rozpoczął się kompleksowy remont zabytku. W 2023 roku zawaliła się znaczna część frontowej ściany ryzalitu, uszkodzeniu uległy również sąsiadujące z nią wieżyczki.

## Architektura
Budynek założony jest na planie prostokąta. Elewacja frontowa z ryzalitem i głównym wejściem zwrócona jest w stronę zachodnią. Od wschodu elewacja ozdobiona jest kolumnowym portykiem i zwrócona w stronę doliny Dunajca. Dach dwuspadowy ze szczytami schodkowymi nad bocznymi elewacjami. Na narożnikach wieżyczki zwieńczone krenelażami. Wystroju elewacji dopełniają ostrołukowe okna i trzy zegary słoneczne, obecnie słabo widoczne. W holu metalowe kręcone schody z kolumną podpierają sklepienie żaglaste.

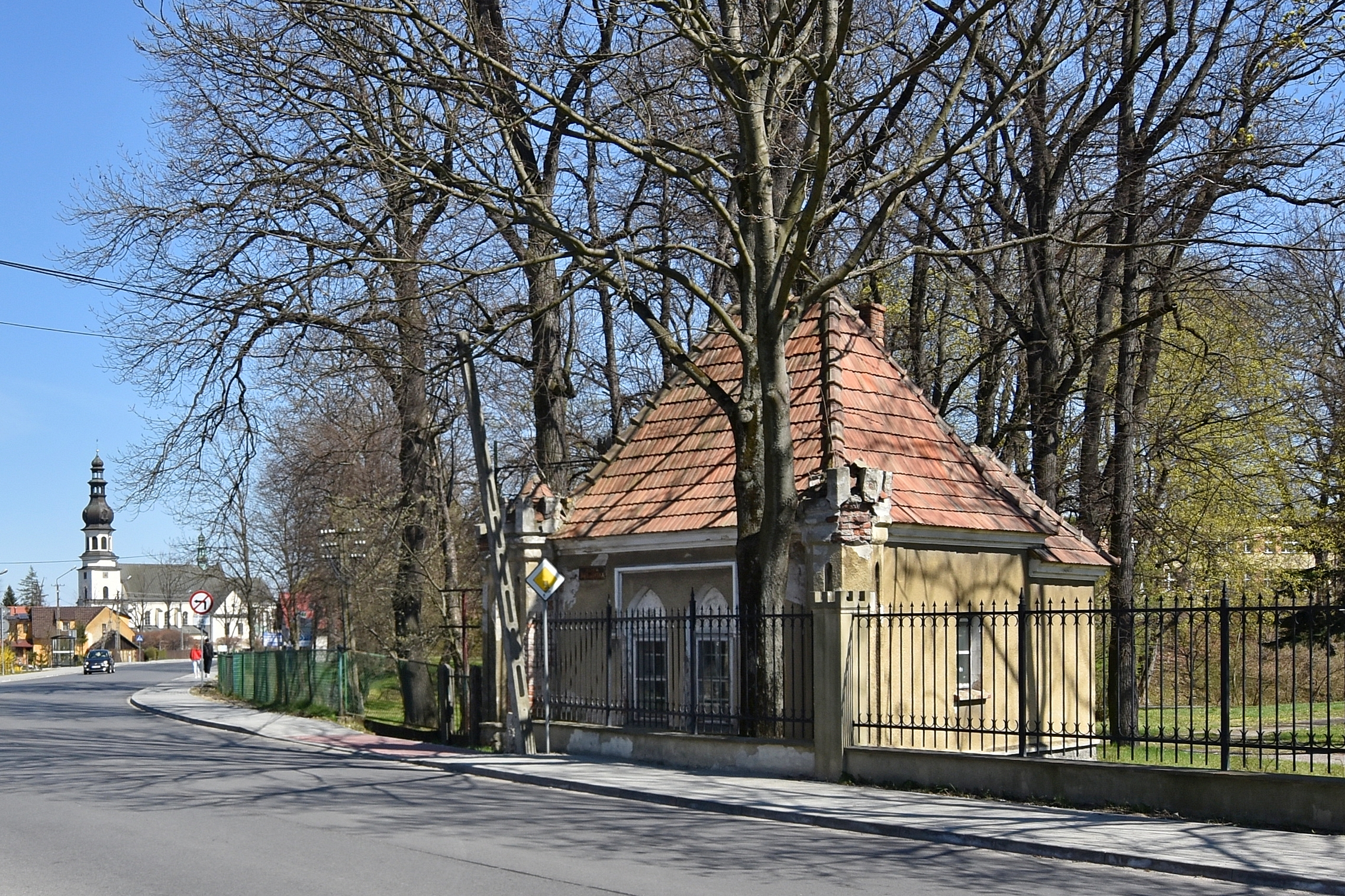
Kordegarda